# Курдюков Василь Олексійович
Василь Олексійович Курдюков ( 1903 - 1980 ) - гідролог, який знайшов джерела водопостачання для Алма-Ати, Шимкента, Караганди, Кустаная, Астани та Донських хромітових копалень.

## Життєпис
Народився 1903 року в селі Маслово Старицького повіту Тверської губернії . Після закінчення 9-річної школи у місті Петергоф навчався на гідротехнічному відділенні Петроградського будівельного технікуму, на металургійному та хімічному факультетах Петроградського політехнічного інституту і на відділенні інженерів-гідрогеологів Ленінградського геологорозвідувального інституту прискореної підготовки та підвищення кваліфікації.
1930 року Василь Курдюков вперше приїхав до Казахстану, ще будучи студентом . Працював старшим буровим майстром та старшим техніком гідрогеологом. 1931 - 1932 був начальником розвідувальної гідрогеологічної партії Карагандинської геологічної бази. В результаті виконаних досліджень їм було виявлено великий підземний стік води до Карагандинської улоговини площею понад 1000 км². По суті, було виявлено величезний підземний басейн із водою відмінної якості. Це було велике геологічне відкриття, без якого також неможливий розвиток Карагандинського вугільного басейну .
У 1932 році Василь Курдюков захистив дипломну роботу на тему: «Водопостачання робітничих селищ Караганди» і переїхав до Караганди на постійну роботу. В 1932 - 1936 роках він керував усіма гідрогеологічними дослідженнями в «Каргеолбазі» та «Каргеолбюро».
З 1937 року по 1940 рік - працював у "Казгеолтресті", "Казгеолуправлінні", Карагандинському геологічному управлінні.
У роки німецько-радянської війни забезпечив водою "Казахстанську Магнітку" (Темиртау). За що був нагороджений медаллю "За трудову доблесть" .
1945 року нагороджений медаллю «За доблесну працю в період Великої Вітчизняної війни 1941—1945 рр.» .
У 1950 році отримав Орден Трудового Червоного Прапора . Неодноразово отримував знаки «Першовідкривач родовищ».